# Manzonia
Genre
Synonymes
- Manzonia (Manzonia) Brusina, 1870[2]

Manzonia est un genre de mollusques gastéropodes de la famille des Rissoidae.

## Liste des espèces et sous-genres
Selon BioLib (4 mars 2020) :
- Manzonia apiculata F. Nordsieck, 1972
- Manzonia aurantiaca R. B. Watson, 1873
- Manzonia boogi Moolenbeek & Faber, 1987
- Manzonia castanea Moolenbeek & Faber, 1987
- Manzonia clarionensis P. Bartsch, 1911
- Manzonia crassa (Kanmacher, 1798)
- Manzonia crispa R. B. Watson, 1873
- Manzonia darwini Moolenbeek & Faber, 1987
- Manzonia dionisi E. Rolán, 1987
- Manzonia epima (W.H. Dall & C.T. Simpson, 1901)
- Manzonia exserta H. Suter, 1908
- Manzonia gallegosi F. Baker, G. D. Hanna & A. M. Strong, 1930
- Manzonia gallinacea Finlay, 1930
- Manzonia gibbera R. B. Watson, 1873
- Manzonia gradatoides Finlay, 1930
- Manzonia granti Strong, 1938
- Manzonia guitiani E. Rolán, 1987
- Manzonia hildegardis F. Nordsieck, 1972
- Manzonia ingrami J. G. Hertlein & A. M. Strong, 1951
- Manzonia lucasana F. Baker, G. D. Hanna & A. M. Strong, 1930
- Manzonia maclurgi A. W. B. Powell, 1933
- Manzonia madeirensis Moolenbeek & Faber, 1987
- Manzonia martinsi Ávila & Cordeiro, 2015
- Manzonia milleriana J. G. Hertlein & A. M. Strong, 1951
- Manzonia mutans P. P. Carpenter, 1857
- Manzonia myriosirissa Shasky, 1970
- Manzonia overdiepi J. J. van Aartsen, 1983
- Manzonia pelorum Moolenbeek & Faber, 1987
- Manzonia pingue Webster, 1906
- Manzonia sculptilis T. A. di Monterosato, 1877
- Manzonia subareolata T. A. di Monterosato, 1879
- Manzonia talaverai Moolenbeek & Faber, 1987
- Manzonia unifasciata Ph. Dautzenberg, 1889
- Manzonia veleronis J. G. Hertlein & A. M. Strong, 1939
- Manzonia watsoni R. B. Watson, 1873
- Manzonia wilmae Moolenbeek & Faber, 1987

Selon Catalogue of Life (4 mars 2020) :
- Manzonia alexandrei Gofas, 2010
- Manzonia arata Gofas, 2007
- Manzonia bacalladoi Segers & Swinnen, 2002
- Manzonia boavistensis Rolán, 1987
- Manzonia boettgeri Cossmann, 1921 †
- Manzonia boogi Moolenbeek & Faber, 1987
- Manzonia boucheti Amati, 1992
- Manzonia bravensis Rolán, 1987
- Manzonia caboverdensis Rolán, 1987
- Manzonia castanea Moolenbeek & Faber, 1987
- Manzonia crassa (Kanmacher, 1798)
- Manzonia crispa (R. B. Watson, 1873)
- Manzonia darwini Moolenbeek & Faber, 1987
- Manzonia dionisi Rolán, 1987
- Manzonia epima (Dall & Simpson, 1901)
- Manzonia equestris Bonelli †
- Manzonia falunica (Morgan, 1915) †
- Manzonia fusulus Gofas, 2007
- Manzonia geometrica Beck & Gofas, 2007
- Manzonia guitiani Rolán, 1987
- Manzonia heroensis Moolenbeek & Hoenselaar, 1992
- Manzonia insulsa Rolán, 1987
- Manzonia lanzarottii Moolenbeek & Faber, 1987
- Manzonia lusitanica Gofas, 2007
- Manzonia madeirensis Moolenbeek & Faber, 1987
- Manzonia manzoniana (Rolán, 1987)
- Manzonia martinsi Ávila & Cordeiro, 2015
- Manzonia miovaricosa Peyrot, 1938 †
- Manzonia overdiepi van Aartsen, 1983
- Manzonia pontileviensis (Morgan, 1915) †
- Manzonia salensis Rolán, 1987
- Manzonia scalaris (Dubois, 1831) †
- Manzonia segadei Rolán, 1987
- Manzonia subspinicosta Cossmann, 1921 †
- Manzonia taeniata Gofas, 2007
- Manzonia talaverai Moolenbeek & Faber, 1987
- Manzonia thomensis Rolán & Fernandes, 1990
- Manzonia unifasciata Dautzenberg, 1889
- Manzonia vigoensis (Rolán, 1983)
- Manzonia wilmae Moolenbeek & Faber, 1987
- Manzonia xicoi Rolán, 1987

Selon World Register of Marine Species (4 mars 2020) :
- sous-genre Manzonia (Taramellia) Seguenza, 1903
- Manzonia alexandrei Gofas, 2010
- Manzonia arata Gofas, 2007
- Manzonia bacalladoi Segers & Swinnen, 2002
- Manzonia boavistensis Rolán, 1987
- Manzonia boettgeri Cossmann, 1921 †
- Manzonia boogi Moolenbeek & Faber, 1987
- Manzonia boucheti Amati, 1992
- Manzonia bravensis Rolán, 1987
- Manzonia caboverdensis Rolán, 1987
- Manzonia castanea Moolenbeek & Faber, 1987
- Manzonia crassa (Kanmacher, 1798)
- Manzonia crispa (R. B. Watson, 1873)
- Manzonia darwini Moolenbeek & Faber, 1987
- Manzonia dionisi Rolán, 1987
- Manzonia epima (Dall & Simpson, 1901)
- Manzonia equestris Bonelli †
- Manzonia falunica (de Morgan, 1915) †
- Manzonia fusulus Gofas, 2007
- Manzonia geometrica Beck & Gofas, 2007
- Manzonia guitiani Rolán, 1987
- Manzonia heroensis Moolenbeek & Hoenselaar, 1992
- Manzonia insulsa Rolán, 1987
- Manzonia lanzarottii Moolenbeek & Faber, 1987
- Manzonia lusitanica Gofas, 2007
- Manzonia madeirensis Moolenbeek & Faber, 1987
- Manzonia manzoniana (Rolán, 1987)
- Manzonia martinsi Ávila & Cordeiro, 2015
- Manzonia miovaricosa Peyrot, 1938 †
- Manzonia overdiepi van Aartsen, 1983
- Manzonia pontileviensis (de Morgan, 1915) †
- Manzonia salensis Rolán, 1987
- Manzonia scalaris (Dubois, 1831) †
- Manzonia segadei Rolán, 1987
- Manzonia subspinicosta Cossmann, 1921 †
- Manzonia taeniata Gofas, 2007
- Manzonia talaverai Moolenbeek & Faber, 1987
- Manzonia thomensis Rolán & F. Fernandes, 1990
- Manzonia unifasciata Dautzenberg, 1889
- Manzonia vigoensis (Rolán, 1983)
- Manzonia wilmae Moolenbeek & Faber, 1987
- Manzonia xicoi Rolán, 1987